# Чусрека
Чусрека́ — река в России, протекает в Онежском районе Архангельской области. Устье реки находится в 98 км по левому берегу реки Илекса. Длина реки составляет 63 км, площадь водосборного бассейна — 724 км².
В 8 км от устья, по левому берегу реки впадает река Пеможа. В 37 км от устья, по правому берегу реки впадает река Большой Енгиш (с притоком Малым Енгиш).

## Данные водного реестра
По данным государственного водного реестра России относится к Балтийскому бассейновому округу, водохозяйственный участок реки — Водла, оз. Водлозеро, речной подбассейн реки — Свирь (включая реки бассейна Онежского озера). Относится к речному бассейну реки Нева (включая бассейны рек Онежского и Ладожского озера).
Код объекта в государственном водном реестре — 01040100312102000016365.